# ماردونيوس (فيلسوف)
ماردونيوس خطيب وفيلسوف ومعلم روماني من أصل قوطي عاش في القرن الرابع الميلادي. كان ماردونيوس معلم الطفولة ومستشارًا للإمبراطور الروماني يوليانوس في القرن الرابع وكان له تأثير هائل عليه.
تعلم الأدب والفلسفة اليونانية وثم أصبح معلم لباسيلين زوجة يوليوس قنسطنطيوس الأخ الغير الشقيق للإمبراطور قسطنطين العظيم، من خلالها أصبح أيضا معلم لأبنها يوليانوس الذي أصبح إمبراطور من سنة 260 إلى سنة 263 ورفض اعتناق المسيحية وبقي على وثنية اجداده القوط. ويعتقد أن يوليانوس اتخذ قراره برفض المسيحية واعتناق الوثنية بسبب تعاليم ماردونيوس.